# تپه ناصر
تپه ناصر مربوط به دوره اشکانیان است و در شهرستان اردبیل، بخش سرعین، دهستان دورسون خواجه، روستای کلخوران ویند واقع شده و این اثر در تاریخ ۲۷ اسفند ۱۳۸۶ با شمارهٔ ثبت ۲۲۶۲۶ به‌عنوان یکی از آثار ملی ایران به ثبت رسیده است.